# Moritz Daffinger

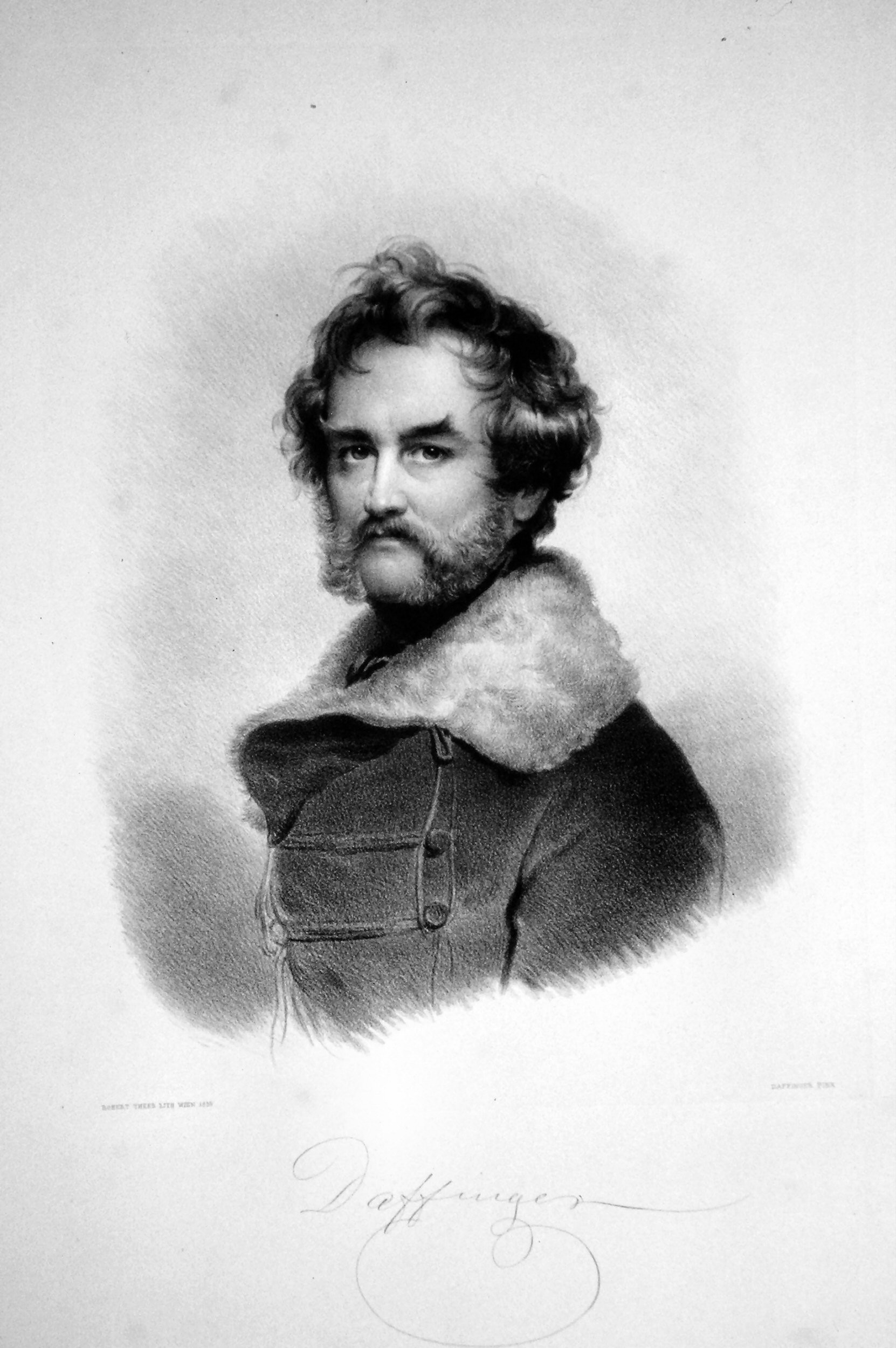
Lithografie von Robert Theer, 1856, nach einem Selbstbildnis

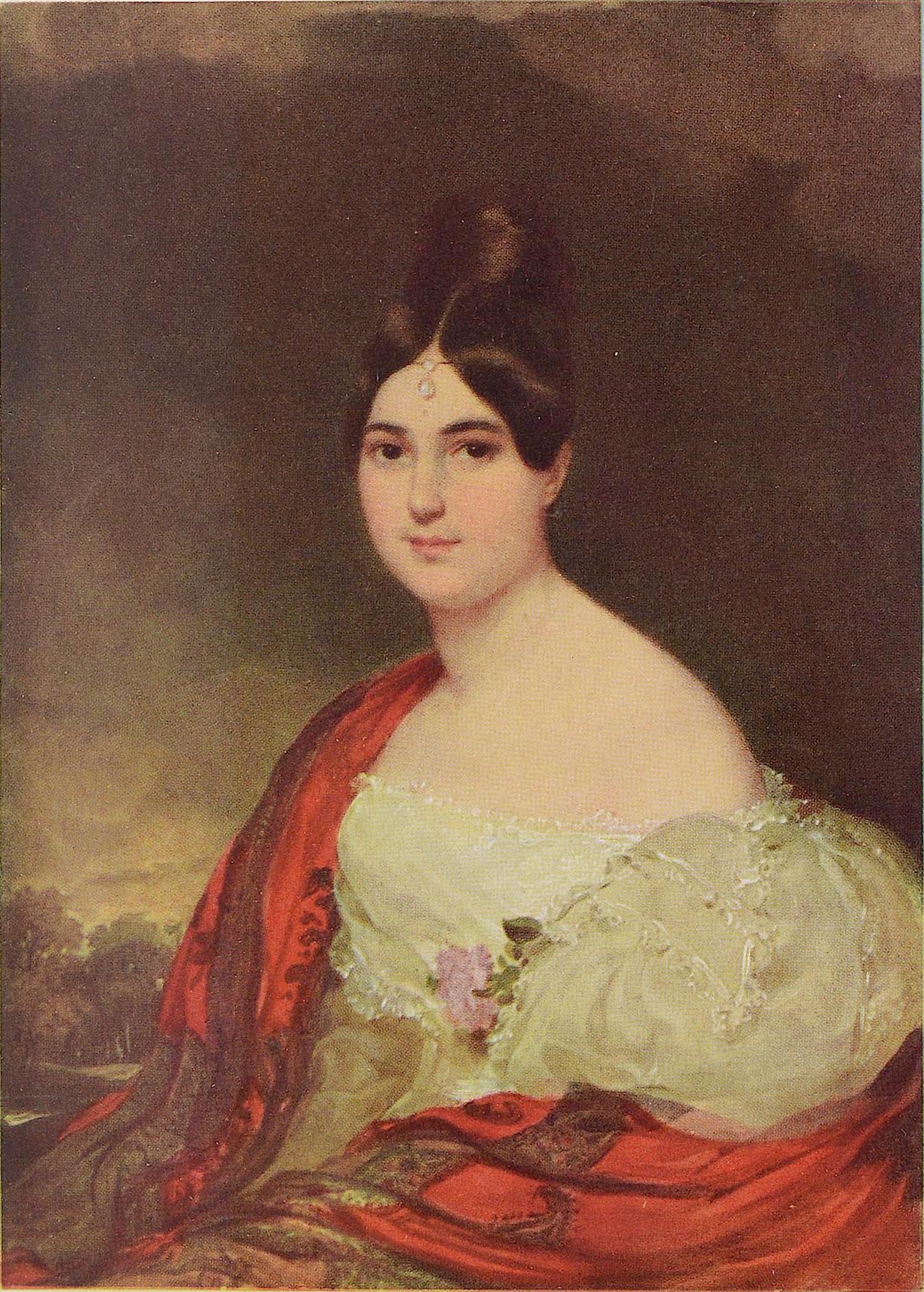
Daffingers Porträt seiner Gattin Maria Theresia Smolenitz von Smolk, ca. 1827

Moritz Michael Daffinger (* 25. Jänner 1790 in Lichtental, Vorstadt von Wien; † 21. August 1849 in Wien) war ein österreichischer Miniaturenmaler und Bildhauer.

## Leben
Moritz Daffinger war ein Sohn des Porzellanmalers Johann Leopold Daffinger. Schon als zehnjähriger Bub entwarf Daffinger für seine Mutter, die Handschuhe für vornehme Damen bestickte, Blumengirlanden (Pirchan, 1943). Als Elfjähriger wurde er als Lehrling in die k.k. Porzellanmanufaktur aufgenommen.
Er studierte an der Akademie der bildenden Künste, war dort Schüler von Heinrich Friedrich Füger und widmete sich der Porzellanmalerei. Seit 1809 war er ausschließlich im Porträtfach, insbesondere mit der Miniaturmalerei auf Elfenbein beschäftigt. Er war ab 1827 mit Maria Theresia Smolenitz von Smolk (1808–1880) verheiratet.
Außerehelich hatte Daffinger eine Verbindung zur Burgschauspielerin Sophie Schröder. Aus dieser Verbindung stammen eine Tochter und zwei Söhne.
Ab 1812 war er als Porträtist für den Fürsten Metternich tätig, seit 1836 Hauptmeister der Porträtsammlung der Fürstin Melanie von Metternich. Vom englischen Porträtmaler Thomas Lawrence wurde er stark beeinflusst, welcher 1815 aus Anlass des Wiener Kongresses anwesend war. Nach dem Tode seiner Tochter 1841 widmete er sich zunehmend der Blumenmalerei. Er starb 1849 an der damals in Wien ausgebrochenen Cholera.
Moritz Michael Daffinger war als Porträtminiaturist so bedeutend, dass er die meisten folgenden Miniaturisten in Österreich beeinflusste. Sein Gesamtwerk umfasst mehr als 1000 Miniaturporträts. Sein Porträt von Prinzessin Melanie Metternich, der dritten Ehefrau des einstigen österreichischen Außenministers Klemens Wenzel Metternich wurde bei Christie’s in London Ende November 2007 für 36.500 Pfund an einen russischen Sammler verkauft.

## Gedenken
Daffinger wurde auf dem Sankt Marxer Friedhof bestattet, der 1874 aufgelassen, aber als Denkmal der Biedermeierzeit erhalten wurde. 1912 wurden Daffingers sterbliche Überreste dort exhumiert und in einem Ehrengrab auf dem 1874 eröffneten Wiener Zentralfriedhof (Gruppe 14 A, Nummer 44) beigesetzt. Auf dem Sankt Marxer Friedhof besteht seit 1947 ein vom Kulturamt der Stadt Wien errichteter Daffinger-Gedenkstein.
Im 20., damals 2. Wiener Gemeindebezirk wurde, im „Lehmann“ (dem Wiener Adreßbuch – Lehmanns Wohnungsanzeiger) erstmals 1890 genannt, beim Nordwestbahnhof eine Daffingergasse benannt. 1895 wurde sie in Rebhanngasse umbenannt. 1906 wurde im 3. Wiener Gemeindebezirk eine von der Lothringerstraße zu Am Heumarkt führende Gasse Daffingerstraße benannt. Als an dieser Straße 1913 das Wiener Konzerthaus eröffnet wurde, nahm man eine Umbenennung in Lisztstraße vor. Eine auf dem Areal der 1910 demolierten Heumarktkaserne von der projektierten verlängerten Lisztstraße zum Rennweg vorgesehene Gasse schien dann 1914 in Lehmann als (neue) Daffingerstraße auf.
Daffingers Porträt war ab 1988 auf der (letzten) 20-Schilling-Banknote abgebildet, die bis zur Einführung der Euro-Banknoten Anfang 2002 in Umlauf war.

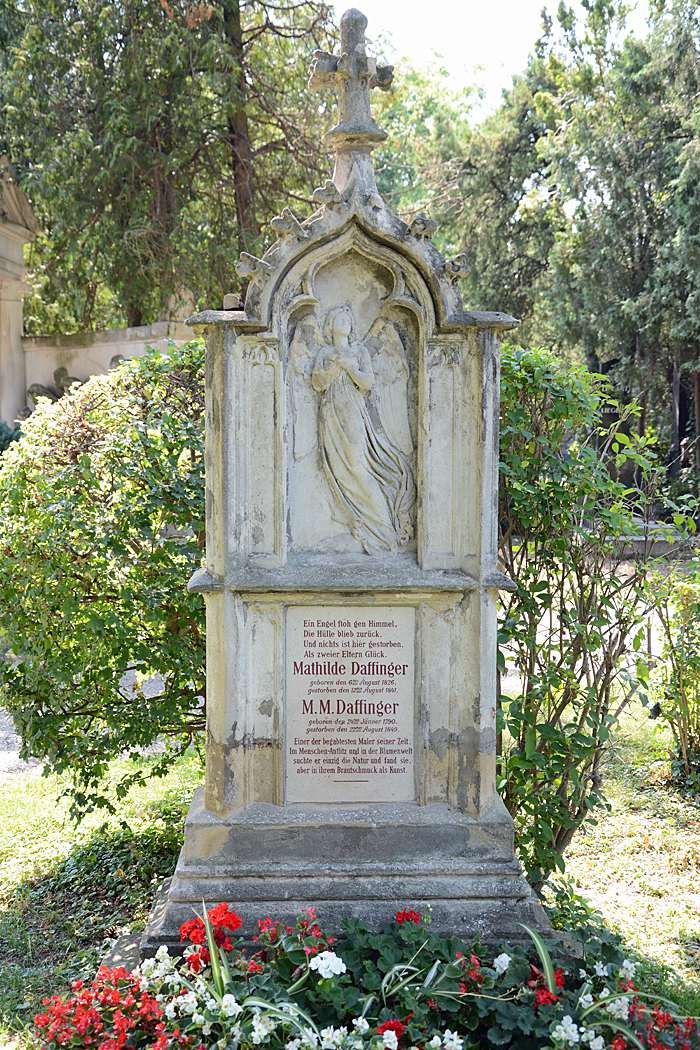
Grab von Moritz Daffinger auf dem Wiener Zentralfriedhof

## Werke (Auswahl)

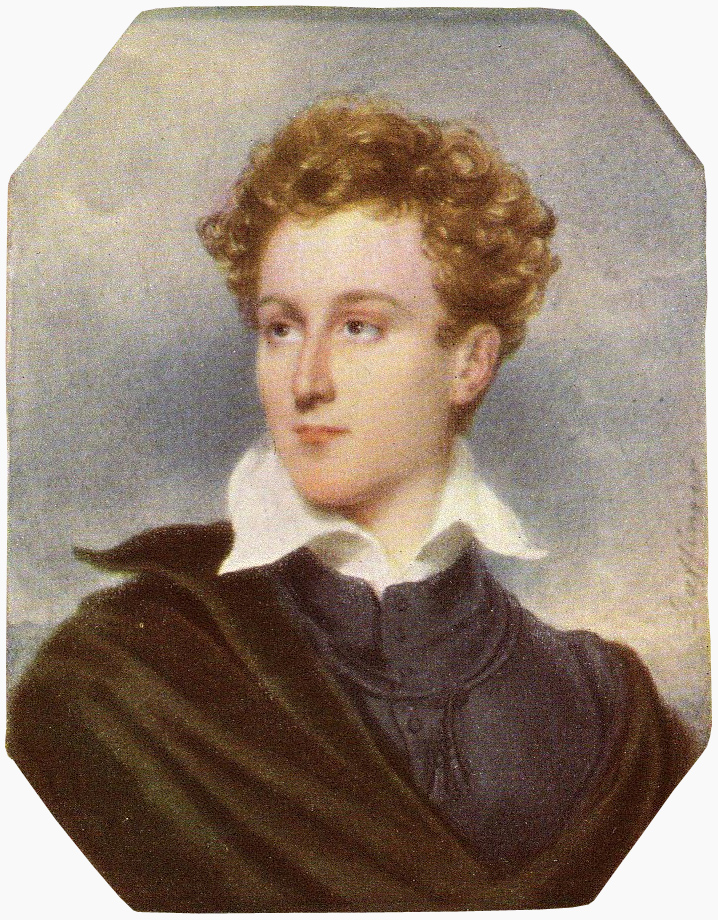
Leutnant Botha, Miniaturmalerei, um 1815
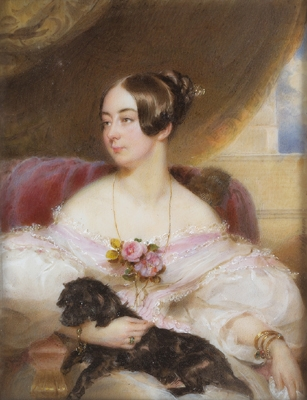
Gräfin Ferdinandine Karolyi, Aquarell auf Elfenbein, um 1840
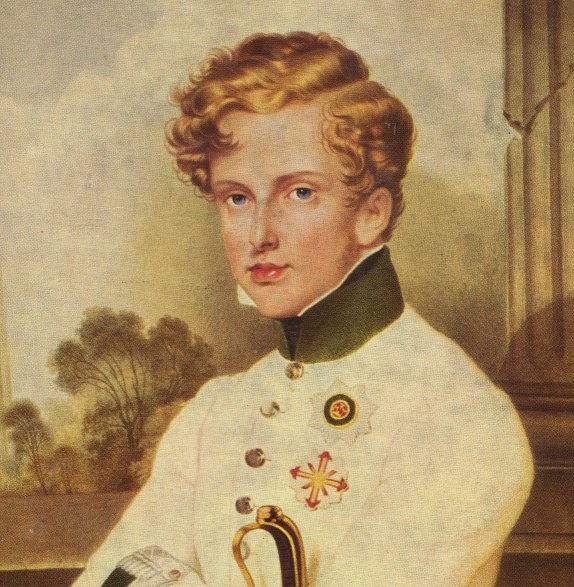
Napoleon Franz Bonaparte, Aquarell vor 1832
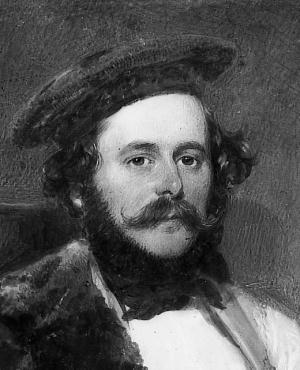
Selbstbildnis, 1840